# Estación de Benicarló-Peñíscola
Estación de Benicarló-Peñíscola vasútállomás Spanyolországban, mely Benicarló és Peñíscola településeket szolgálja ki.

## Vasútvonalak
Az állomást az alábbi vasútvonalak érintik:
- Tarragona-Valencia-vasútvonal

## Kapcsolódó állomások
A vasútállomáshoz az alábbi állomások vannak a legközelebb: